# 中国数学史大系 (吴文俊主编)

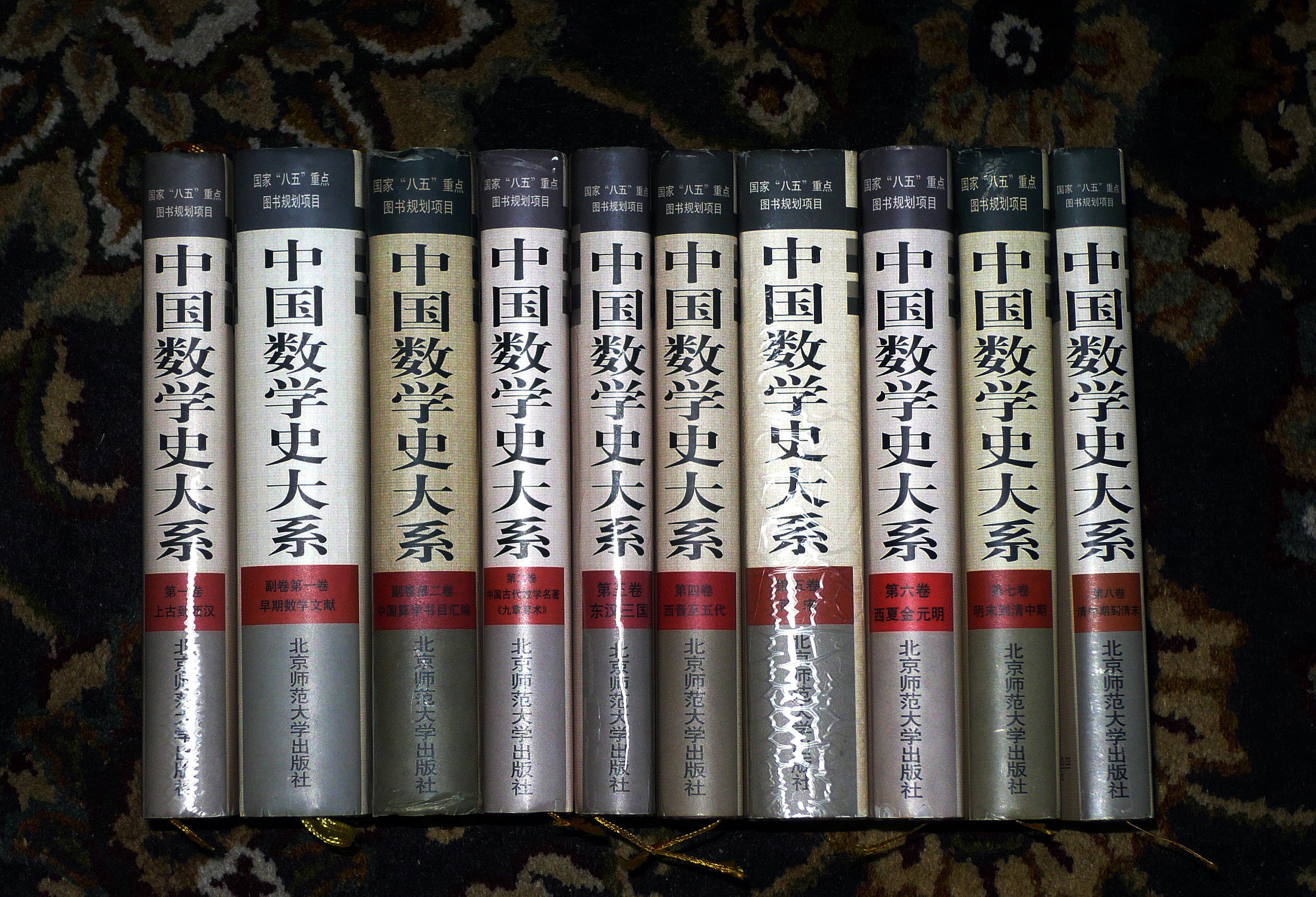
中国数学史大系（全）

《中国数学史大系》是一部比较完备的大型的中国数学史，是中国国家八五重点图书规划目之一。
《中国数学史大系》全套共十卷，其中第一卷至第八卷为中国自上古到清代末年的数学史，另有两个副卷为中外早期数学文献。 
《中国数学史大系》由国际知名的中国著名数学家中国科学院院士吴文俊主编，著名中国数学史家白尚恕，李迪为副主编，编委包括王文涌，李培业等十三人；此外每卷书都各有主编和执笔人。

## 第一卷上古至西汉
主编李迪，执笔人包括李迪，白尚恕，孔国军等11位学者。
内容包括
- 第一编：总论五章，叙述中国数学史的研究范围，研究方法，中国数学史的历史和中国数学史的分期。
- 第二编：中国数学的萌芽，共五章，叙述中国早期的数学观念，甲骨文、金文、周易、《考工记》中的数学
- 第三编：秦汉简牍中的数学与筹算，共四章，内容包括《算数书》，简牍中的数学史料，算筹，筹算。
- 第四编：秦汉天文历法与工程中的数学，共四章，内容包括《周髀算经》，三统历，通其率，上元积年。

## 第二卷 《九章算术》
主编沈康身，执笔人沈康身，李迪等五位中国数学史家。
全卷五编
- 第一编《九章算术》的形成与流传，共四章，叙述《九章算术》的结构，流传，其中第四章为九章算术的白话翻译全文。
- 第二篇《九章算术》的内涵，共五章，叙述《九章算术》中筹算，四则运算，几何学，代数学。
- 第二编 《九章算术》的成就和影响，共四章，叙述九章算术对中国数学发展的深远影响。
- 第三编九章算术与外国数学文化的比较，共四章，比较九章算术与埃及，巴比伦，希腊，印度，阿拉伯，中世纪欧洲，朝鲜，日本，越南等国家的数学。简述《九章算术》的外国文翻译本。
- 第四编《九章算术》与世界著名算题及其解法定比较。共十张，比较四则运算，定和问题，余数问题，盈亏问题，互给问题，合作问题，行程问题，比例问题，数列问题，几何计算等。

## 第三卷 东汉三国
主编白尚恕（李迪代），执笔人包括白尚恕，李迪，沈康身等数学史家。
共五编
- 第一编张衡，赵爽等数学成就，共三章，叙述张衡，赵爽的学说与成就
- 第二编中国古代著名数学家刘徽，共四章，叙述刘徽生平，哲学思想，学术思想，影响和地位。
- 第三编刘徽在几何学方面的成就，三章，叙述刘徽的面积理论，体积理论，勾股定理，刘徽几何理论特色。
- 第四编刘徽在代数方面的成就，四章，叙述刘徽的开方理论，方程论，级数理论，代数理论特色。
- 第五编，三章，叙述刘徽的数系理论，比率理论，对勾股定理的贡献。

## 第四卷 西晋至五代
主编沈康身，执笔人孔国平，沈康身，李迪等七位数学史家。全卷八编。
- 第一编，总论
- 第二编，五章：叙述南北朝传世经书，《孙子算经》，《张邱建算经》，《五曹算经》，《夏候阳算经》，《数术记遗》
- 第三编，南北朝知名筹人，四章，述何承天，祖冲之，信都芳等数学家。
- 第四编前唐历算，三章叙述张胄玄大业历，刘焯皇极历，王孝通《缉古算经》，李淳风与算经十书。
- 第五编中唐历算，三章叙述僧一行大衍历，韩延《算术》，符天历，税法、贸易中的数学。
- 第六编晚唐五代历算，两章，立法与数学，民间数学，边疆数学。
- 第七编敦煌数学，三章：莫高窟壁画、藏经洞中的数学
- 第八编历史意义，七章，对后世的影响，中算东传，与印度数学比较，与东西欧数学比较，物不知数与百鸡问题在国外的传播，比较牟合方盖与阿基米德方法。

## 第五卷  两宋
本卷主编 沈康生。全卷共六编：
- 第一编 宋朝科技成果，数学专著。
- 第二编 北宋 贾宪 刘益 蒋周 沈括 北宋数学的影响 北宋的数学教育制度
- 第三编 秦九韶生平 《数书九章》的版本 《数书九章》中的南宋社会
- 第四编 《数书九章》的算术，适定方程 不定分析
- 第五编 《数书九章》与印度数学，阿拉伯数学，欧洲中世纪数学的比较
- 第六编  南宋杨辉 《杨辉演算法》 中的算术，几何，代数，幻方 幻圆

## 第六卷 西夏金元明
本卷主编李迪。全卷分六编
- 第一编 藏，女真等族的数学
- 第二编 李冶
- 第三编 元初数学
- 第四编 朱世杰
- 第五编 元代后期，明代初期的数学
- 第六编 珠算

## 第七卷 明末清初
主编 李迪  本卷分为四编
- 第一编 西方数学的传入
- 第二编 请初会通中西的数学家 梅文鼎，孔林宗等
- 第三编 康熙帝 《数理精蕴》
- 第四编 故宫收藏的计算器，年希尧《视学》 明安图

## 第八卷 清中期至清末
主编 李兆华。本卷分为四编：
- 第一编 古算书的整理，戴震，焦循，汪莱，李锐，孔广森
- 第二编 戴旭，李善兰等学者的幂级数研究
- 第三编 李善兰，华蘅芳的数学翻译。
- 第四编 清末的数学

## 副卷第一  早期数学文献
主编 沈康身  本卷分为八编：
- 内编
- 外编第一 埃及
- 外编第二 巴比伦
- 外编第三 希腊
- 外编第四 印度
- 外编第五 阿拉伯
- 外编第六 6至18世纪欧洲数学
- 外编第七 日本

## 副卷第二 中算书目
主编 李迪 
书名按书名首字笔画排列